# フィリップ・リーヴ
フィリップ・リーヴ（Philip Reeve、1966年 - ）は、イギリス・ブライトン生まれの小説家、SF作家、イラストレーター。

## 経歴
5歳頃から小説を書き始める。書店に勤務しながら低予算の劇場プロジェクトの脚本執筆、また指導などを行う。劇場プロジェクトへの参加に続き、イラストレーターとしての活動を始める。The Murderous Maths Series, Horrible Histories, Dead Famous Series などを含む約40の児童書にイラストを多数提供。
小説家としてのデビュー作『移動都市』で、イギリスのネスレ・スマーティーズ賞などを受賞。シリーズ4作目の『廃墟都市の復活』でガーディアン賞を受賞。『アーサー王ここに眠る』でカーネギー賞を受賞した。

## 小説
- 移動都市シリーズ (Mortal Engines Quartet)
  - Mortal Engines (2001)
    - 『移動都市』、安野玲訳、創元SF文庫、2006年、ISBN 978-4488723019

  - Predator's Gold (2003)
    - 『掠奪都市の黄金』、安野玲訳、創元SF文庫、2007年、ISBN 978-4488723026

  - Infernal Devices (2005)
    - 『氷上都市の秘宝』、安野玲訳、創元SF文庫、2010年、ISBN 978-4488723033

  - A Darkling Plain (2006)
    - 『廃墟都市の復活』上巻、安野玲訳、創元SF文庫、2018年、ISBN 978-4488723040
    - 『廃墟都市の復活』下巻、安野玲訳、創元SF文庫、2018年、ISBN 978-4488723057
- ラークライト・シリーズ
  - Larklight (2006)
    - 『ラークライト 伝説の宇宙海賊』、松山美保訳、理論社、2007年、ISBN 978-4652079126

  - Starcross (2007)
    - 『スタークロス』、松山美保訳、理論社、2008年、ISBN 978-4652079379

  - Mothstorm (2008)
- Here Lies Arthur (2007)
  - 『アーサー王ここに眠る』、井辻朱美訳、東京創元社〈創元ブックランド〉、2009年、ISBN 978-4488019679
  - 『アーサー王ここに眠る』、井辻朱美訳、創元推理文庫、2021年、ISBN 978-4488516024
- フィーバー・クラムシリーズ
  - Fever Crumb (2009) 『フィーバー・クラム』

## 童話
- Hungry City Chronicles 第1作 "Mortal Engines"（『移動都市』）以前に、子供向けのSF童話シリーズ "Buster Bayliss series" を執筆。

## 受賞歴
- 『移動都市』（2001年）："Nestle Smarties Book Prize2002 Gold Award", "Blue Peter Book Award 2003"[2] 、第38回星雲賞（2007年度）を受賞[3] 。
- 『廃墟都市の復活』（2006年）：Guardian Children's Fiction Prize 2006を受賞[4]。
- 『アーサー王ここに眠る』（2007年）：カーネギー賞。